# 德大寺公全
德大寺公全（1678年8月26日—1720年1月11日），是江戶時代中期的公卿；也是藤原北家清華家的德大寺家當主。

## 生涯
德大寺公全在延寶六年（1678年）出生，是醍醐冬基的次子，後過繼給無後的德大寺實維作養子。天和二年（1682年）他敘從五位下，歷任侍從、左近衛少將與左近衛中將，在元祿五年（1692年）昇敘從三位，位列公卿。
元祿六年（1693年）成為權中納言，後為踏歌節會外弁，至元祿十二年（1699年）昇為權大納言。享保四年（1720年）十二月初二擔任內大臣，同日逝世，享年40歲。